# 盛力會
盛力會（せいりきかい）、本部位於大阪市中央區瓦屋町.（株）日本エステートネーヅメント旁.的設置，為日本的指定暴力團之一・六代目山口組旗下的2次團體。正式與非正式成員約800人。2009年2月 組解散、倭和會引繼地盤。
其組織遍佈大阪府、東京都、宮城縣、福島縣、關東地區、愛知縣、岐阜縣、京都府、奈良縣、三重縣、和歌山縣、兵庫縣、島根縣、鳥取縣、山口縣、福岡縣、熊本縣、鹿兒島縣、宮崎縣等地。

## 略史
會長・盛力健兒在1941年5月29日出生。出身於初代山健組組長山本健一親分的若頭補佐。初代山健組當時，山健組的健龍會會長・渡邊芳則（之後的五代目山口組組長）、盛力會會長・盛力健兒、健心會會長・杉秀夫等3人被稱為「山健三羽」，為當時山健組的武鬥派代表。
1978年的「第三次大阪戰爭」，山健組的若頭補佐兼大阪地區責任者、盛力會會長及盛力會幹部7人，因涉及多起與松田組的槍擊事件及暴力謀殺有關，而遭到逮捕。在1989年6月服役期間的盛力會會長・盛力健兒，被升格為五代目山口組的直參若中。
2009年2月、盛力健兒被山口組本部「除籍」處分，處分原因在去年2008年10月、後藤組・後藤忠政組長的處分引起的內部騷動，當時有14名山口組的直系組長連署簽名「連判狀」，批判山口組執行部的處分作為，而盛力健兒為參予連署批判的直系組長其中一人。

## 最高幹部
- 會長・盛力健兒（本名・平川一茂。六代目山口組若中、洪門五聖山顧問、亞洲武道總會長）
- 副會長・飯田倫功（八洲連合飯田組組長）
- 理事長・青山一雄（青山總業總裁）
- 本部長・松元國弘（松元會會長）
- 理事長補佐・大西弘之（力弘總業總長）
- 組織委員長・足立英明（二代目久富連合會會長）

## 其他組員
- 末廣勝茂（盛心會會長）
- 植村良朗（二代目南組組長）

## 其他
- 八洲連合
  - 飯田組（博多區）
  - 盛心會（志免町）
  - 岸本会（博多區）
  - 石本組（志免町）
  - 二代目岸本総業（博多區）
  - 二代目岸本組（博多區）